# Christian Glatting
Christian Glatting (* 28. Dezember 1986) ist ein deutscher Langstreckenläufer.
In der A-Jugend wurde er 2005 zum ersten Mal Deutscher Meister im Crosslauf.
2007 wurde er Deutscher Junioren-Vizemeister im Crosslauf und Dritter bei den Senioren-Meisterschaften über 5000 und 10.000 Meter.
Im Jahr darauf wurde er nationaler Junioren-Vizemeister über 5000 Meter, und 2009 wurde er über dieselbe Distanz erneut Dritter bei den Senioren.
2010 errang er den nationalen Titel im Crosslauf, gewann Bronze bei den Crosslauf-Studentenweltmeisterschaften und wurde Deutscher Meister über 10.000 Meter. Mit 28:40,18 min unterbot er zudem die Qualifikationsnorm für die Europameisterschaften in Barcelona, wo er als bester Deutscher Neunter wurde.
Christian Glatting startet seit 2007 für den TV Wattenscheid 01 (zuvor für die LSG Aalen) und wird von Anton Kirschbaum trainiert. Er studiert Medizin an der Ruhr-Universität Bochum.
Seit den 2020er Jahren widmet sich Christian Glatting vermehrt dem Rennradfahren und ist Teil der Bosch Bicycle Buddies in Stuttgart.

## Persönliche Bestzeiten
- 3000 m: 7:54,84 min, 2. August 2009, Bochum
- 5000 m: 13:57,75 min, 5. Juni 2009, Baunatal
- 10.000 m: 28:40,18 min, 1. Mai 2010, Ohrdruf